# Dina Salústio
Dina Salústio (Santo Antão,1957), é uma antiga jornalista, professora e premiada escritora cabo-verdiana. Considerada a primeira mulher a escrever um romance em Cabo Verde e é membro fundador da Academia Cabo-verdiana de Letras. Foi por duas vezes distinguida pelo Governo de Cabo Verde, primeiro com a Medalha de Mérito Cultural e depois com a 1ª Classe da Medalha do Vulcão.

## Biografia
Dina Salústio é o pseudónimo adoptado por Bernardina de Oliveira Salústio, que nasceu em Cabo Verde na ilha de Santo Antão em 1941.  Viveu e trabalhou como jornalista, professora e assistente social em vários países, nomeadamente Angola, Portugal e Cabo Verde, onde chegou a trabalhar no Ministério dos Assuntos Exteriores. 
Tem 53 anos quando em 1994, lança a sua primeira obra, o livro de contos Mornas Eram as Noites.  Quatro anos mais tarde, publica o romance A Louca de Serrano que é considerada a primeira obra de ficção escrita por uma mulher em Cabo Verde. 
Em 2013, ao lado de outras personalidades cabo-verdianas funda a Academia Cabo-verdiana de Letras. 

## Prémios e Reconhecimento
O seu livro Mornas eram as Noites, foi distinguido com o Prémio de Literatura Infantil de Cabo Verde em 1994 e o Prémio de Literatura Infantil dos PALOP em 1999. 
O Governo de Cabo Verde, condecorou-a com a Medalha de Mérito Cultural em 2005 e cinco anos mais tarde com a 1ª Classe da Medalha do Vulcão. 
Foi galardoada com o Prémio Rosalía de Castro do Centro Pen Galiza em 2016.  Dois anos mais tarde, a tradução do seu livro A Louca de Serrano, ganhou o Prémio Pen Reino Unido de Tradução de 2018. 
Na gala da RDP África de 2021, é distinguida com o Prémio Prestigio na categoria Literatura. 
Recebeu em 2022, o Prémio Literário Guerra Junqueiro, atribuído pelo Freixo Festival Internacional de Literatura (FFIL) que se realiza em Portugal no concelho de Freixo de Espada à Cinta que em edições anteriores premiou escritores como Abdulai Sila, Luís Carlos Patraquim, Vera Duarte Pina e Xanana Gusmão.  No mesmo ano foi homenageada pela Academia Cabo-verdiana de Letras que ajudou a fundar. 

## Obras Seleccionadas
Escreveu as obras: 
1994 - Mornas Eram as Noites (colectânea de contos), editado pelo Instituto Camões, ISBN 972-566-198-2 
1998 - A Louca de Serrano (romance), edições Spleen 
1998 - A Estrelinha Tlim Tlim, com ilustrações de Júlio Resende, editado pelo Centro Cultural Português da Praia-Mindelo 
2001 - Violência Contra as Mulheres (estudo) 
2002 - Que os olhos não vêem, co-autora Marilene Pereira, Instituto Camões Centro Cultural Português da Praia 
2009 - Filhas do Vento, Instituto da Biblioteca Nacional e do Livro de Cabo Verde 
2018 - Filhos de Deus: contos e monólogos, Biblioteca Nacional de Cabo Verde 
2019 - Veromar, editora Rosa de Porcelana, ISBN: 978-989-896-106-8 

## Ligações Externas
- Arquivos RTP | Dina Salústio entrevistada por Raquel Santos no programa Entre Nós (2004)
- Academia Gloriense de Letras | Entrevista a Dina Salústio: De conto em conto (2020)
- TV247 | Áfricas: Dina Salústio (2021)
- RTC - Rádio Televisão Cabo-verdiana | Escritora Dina Salústio, recebe, na Praia prémio Literário Guerra Junqueiro Lusofonia 2022